# Mezzeh
Al-Mezzeh (en árabe: المزة‎) o simplemente Mezzeh es un distrito municipal de Damasco, Siria, al suroeste de la misma, entre los distritos de Dummar y Kafersuseh. Su configuración alargada se debe a que recorre la Autovía de Mezzeh (oficialmente Fayez Mansour), a los pies del Monte Mezzeh al norte y con la futura Marouta City en el sur.
En 1941, cuando Siria era un mandato francés se construyó el Aeropuerto Militar de Mezzeh que fue el aeropuerto principal de Damasco hasta la apertura del Aeropuerto Internacional de Damasco en 1975 a las afueras de la capital. También se encuentra aquí la antigua prisión de Mezzeh (clausurada en el 2000), famosa por torturas acometidas contra los disidentes políticos del Ba'ath. El distrito acoge varias facultades de la Universidad de Damasco, así como embajadas extranjeras.
En lo alto del Monte Mezzeh se encuentra el palacio presidencial de Siria, vivienda del presidente Bashar Al-Assad.
Es una de las áreas más modernas y caras de Damasco, especialmente las áreas a lo largo de la carretera.

## Barrios
- Al-Jalaa (pop. 3,514)
- Fe'alat al-Gharbiyah (Pop. 12,393)
- Fe'alat al-Sharqiyah (Pop. 13,776)
- Mezzeh 86 (pop. 33,191)
- Mezzeh al-Qadimeh (Viejo Mezzeh) (pop. 13,555)
- Mezzeh Jabal (Monte Mezzeh) (pop. 22,655)
- Al-Rabwa (pop. 10,002)
- Al-Sumariyah (pop. 14,227)

La Villa Occidental y Oriental los distritos a lo largo de la carretera son ricos y cosmopolitas. En estos barrios predominan los Alauitas; en cambio, Mezzeh 86 es comparativamente muy pobre y ha sido descrito como chabolista.

## Historia
Mezzeh era antiguamente un pueblo independiente de Damasco. Algunos estudios historiográficos apuntan a que se fundó entre el 661 y el 750 por nómadas provenientes del Yemeni.
Mezzeh fue uno de los escenarios de la Batalla de Damasco de 1941. En ese contexto, Compton Mackenzie lo describió como «un gran pueblo que está en el cruce de la carretera de Damasco a Beirut y a Quneitra».
En 2012, durante la guerra civil siria, los residentes participaron en protestas contra el gobierno, resultando en arrestos. En la gran marcha de 2012, Mezzeh sufrió muchas luchas entre las fuerzas del gobierno y los protestantes. El barrio alauita Mezzeh 86 fue objetivo de varios bombardeos asesinando civiles y militares.

## Estructuras y edificios notables
- Palacio presidencial, Damasco
- Antigua prisión de Mezzeh.
- Aeropuerto militar de Mezzeh
- Hospital militar de Mezzeh (Oficialmente, Hospital 601). Citado como la ubicación de las fotografías del Informe sobre las torturas y ejecuciones a detenidos en Siria de 2014.[9]